# Simulium kiritshenkoi
Simulium kiritshenkoi är en tvåvingeart som först beskrevs av Rubtsov 1940.  Simulium kiritshenkoi ingår i släktet Simulium och familjen knott. Inga underarter finns listade i Catalogue of Life.